# John McLellan (Musiker)
John McLellan (* 1968 in San Juan, Puerto Rico) ist ein US-amerikanischer Jazz-Schlagzeuger, der auch in der Improvisationsmusik tätig ist.

## Leben und Wirken
McLellan wuchs in Massachusetts auf und arbeitete seit den 1990er-Jahren u. a. mit Joe Maneri, Roswell Rudd, Bern Nix, Roy Campbell, William Parker, Ken Vandermark, Denman Maroney, Ben Monder und im Either/Orchestra. Ferner wirkte er in dieser Zeit bei Aufnahmen von Pandelis Karayorgis, Mat Maneri (Pentagon, 2005), Charlie Kohlhase und John McPhee mit (Duoalbum Grand Marquis, Boxholder, 1999). In den 2000er-Jahren spielte er im Trio Caveat (mit James Ilgenfritz und Jonathan Moritz), Jeff Platz/Blaise Siwula (mit denen er auf dem Internationalen Jazzfestival Münster auftrat), Nobu Stowe, Mike Pride und in The E.R.A. (u. a. mit Chris Welcome, Shayna Dulberger, Jonathan Moritz, Marcus Cummins und Ryan Snow). Im Bereich des Jazz war er zwischen 1994 und 2012 an 24 Aufnahmesessions beteiligt.

## Diskographische Hinweise
- Trio Caveat: An All Too Brief Silence Which Speaks Untold Volumes (2005)
- Trio Caveat: Compliments of the Season (2007)